# Zostérops à lunettes jaunes
Heleia wallacei
Espèce
Statut de conservation UICN

 LC  : Préoccupation mineure
Le Zostérops à lunettes jaunes (Heleia wallacei) est une espèce d'oiseaux de la famille des Zosteropidae.

## Répartition
Il est endémique en petites îles de la Sonde.